# 何启秀
何启秀，湖北东湖（今湖北宜昌）人，是一名清朝政治人物。
何启秀曾于1785年接替王梦文任奉贤县知县一职，1786年由缨廷玢接任。